# Горбатовський Микола Іванович
Микола Іванович Горбато́вський (*25 серпня 1948 року, село Жовтневе) — педагог середньої освіти, учитель фізики Черкаського фізико-математичного ліцею Черкаської міської ради Черкаської області, Заслужений вчитель України.

## Життєпис
Микола Іванович народився 25 серпня 1948 року в селі Жовтневе (сучасне село Мирне) Чорнобаївського району Черкаської області. 1970 року закінчив Черкаський державний педагогічний інститут ім. 300-річчя возз'єднання України з Росією, після чого почав працювати учителем фізики Лисичанської загальноосвітньої школи № 7. З 1972 року — учитель Черкаської загальноосвітньої школи № 21, з 1989 року — учитель Черкаської школи № 17, з 1993 року працює учителем у Черкаському фізико-математичному ліцеї.

## Освітня діяльність
Педагог зарекомендував себе глибоко ерудованим, творчо працюючим, талановитим учителем, що виявляє ґрунтовну професійну компетентність, володіє сучасними ефективними педагогічними технологіями, різними формами індивідуальної роботи з учнями в позаурочний та канікулярний час. Майстерно володіє технікою демонстраційного та лабораторного експерименту. При його безпосередній участі в місті та області створена ефективна система роботи з дітьми, що виявляє стійкий інтерес до вивчення дисциплін природничого спрямування. За час роботи у фізико-математичному ліцеї 47 його вихованців стали переможцями обласних олімпіад з фізики, 18 — переможцями Всеукраїнських олімпіад з фізики. У липні 2002 року його учень Нечуйвітер Сергій брав участь у 33-й Міжнародній учнівській фізичній олімпіаді і був нагороджений Золотою медаллю організаційного комітету. Педагог є неодмінним членом організаційних комітетів і журі олімпіад і конкурсів МАН різних рівнів. Активний у науково-методичній діяльності, плідно співпрацює з кафедрою фізики Черкаського національного університету.

## Нагороди
Нагороджений Почесною грамотою Міністерства освіти України (2002) та Почесною грамотою Кабінету Міністрів України (2002)

## Роботи
- М. Горбатовський, Є. Степко, М. Поволоцький, Формування поняття електричної напруги в шкільному курсі фізики, газета «Фізика», Шкільний світ, грудень 2003 р., № 36 (192), стор. 4.